# Eni Award
Der Eni Award ist ein vom  italienischen Mineralöl- und Energiekonzern Eni S.p.A. verliehener Preis. Sein Ziel ist es, eine bessere Nutzung von Energiequellen und eine verstärkte Umweltforschung zu fördern. Der Preis wird jährlich und in verschiedenen Kategorien vergeben. Das wissenschaftliche Auswahlkomitee ist prominent besetzt, auch einige Nobelpreisträger sind vertreten. Die Preisübergabe erfolgt zumeist im Quirinalspalast in Rom in Anwesenheit des italienischen Staatspräsidenten. Der Eni Award gilt als einer der höchstdotierten industriellen Wissenschaftspreise.

## Kategorien
Die Kategorien, in denen der Eni Award vergeben wird, variierten über die Jahre etwas bzw. wurden erweitert; für das Jahr 2020 galten die folgenden:
- Energy Transition Award: Forschung zum innovativen Einsatz von Kohlenwasserstoffen und Energieeffizienz als Brücke zur Dekarbonisierung des Energiesystems.
- Energy Frontiers Award: Technologische Innovation in den Bereichen erneuerbare Energien und Energiespeicherung im Rahmen der Dekarbonisierung des Energiesystems und des Zugangs zu Energie in Entwicklungsländern.
- Advanced Environmental Solutions Award: Forschung und Entwicklung von Technologien im Bereich Umweltsanierung und -schutz.
- Young Researcher of the Year Award: zwei Auszeichnungen für Absolventen italienischer Universitäten, die Dissertationen für Forschungsdoktoranden über die Vermeidung von Wasser-, Boden- oder Luftverschmutzung, Rückgewinnung und Wiederverwendung von Industriebrachen, technologische Innovation in den Bereichen erneuerbare Energien und Energiespeicherung geschrieben haben, oder innovativer Einsatz von Kohlenwasserstoffen als Brücke zur Dekarbonisierung des Energiesystems.
- Research Debut – Young Talents from Africa award: zwei Auszeichnungen für Absolventen afrikanischer Länder, die an italienischen Universitäten Dissertationen oder Masterstudiengänge zu den Themen Vermeidung von Wasser-, Boden- oder Luftverschmutzung, Rückgewinnung und Wiederverwendung von Industriebrachen, technologische Innovation im Bereich der erneuerbaren und Energiespeicherung oder innovative Nutzung von Kohlenwasserstoffen als Brücke zur Dekarbonisierung des Energiesystems. Diese Kategorie wurde 2017 anlässlich des 10-jährigen Jubiläums der Auszeichnung ins Leben gerufen.
- Eni Innovation awards (für bei Eni Beschäftigte): drei Auszeichnungen für Ideen mit dem größten Innovationspotenzial und für die besten technologischen Innovationen, die aus der Eni-Forschung hervorgegangen sind.

## Preisträger
Von 2008 bis 2020 wurden aus mehr als 7500 eingereichten Vorschlägen 78 Forscher aus 20 Ländern ausgezeichnet, darunter auch sechs aus Deutschland:
- 2008: Stefan Glunz (Fraunhofer-Institut für Solare Energiesysteme ISE in Freiburg) für Arbeiten auf dem Gebiet der Photovoltaik (gemeinsam mit Arthur J. Nozik (USA)).[3]
- 2015: Helmut Schwarz (Technische Universität Berlin) für seine Forschung zur Aktivierung von Methan zur Umwandlung in schwerere oder sauerstoffhaltige Kohlenwasserstoffe.[4]
- 2016: Johannes Lercher (Technische Universität München) für seine Forschung zu neuen katalytischen Strategien bei der Synthese von Alkenen und Alkanolen[5]
- 2017: Robert Schlögl (Fritz-Haber-Institut der Max-Planck-Gesellschaft in Berlin und Max-Planck-Institut für Chemische Energiekonversion in Mülheim an der Ruhr) für seine Forschung auf dem Gebiet der Wasserstoff- und Methanerzeugung aus erneuerbaren Quellen[6]
- 2020: Jürgen Caro (Universität Hannover) und Jörg Kärger (Universität Leipzig) für ihre Arbeiten zur Entwicklung mikrobildgebender Verfahren zur Beobachtung diffusiver Molekülströme in nanoporösen Materialien.[7][8]